# Selenomethionin
Selenomethionin  ist eine α-Aminosäure und ein Analogon der Aminosäure Methionin.

## Stereochemie
Selenomethionin besitzt ein Stereozentrum, somit existieren zwei Enantiomere. Ist der Name ‚Selenomethionin‘ durch keinen Deskriptor näher gekennzeichnet, ist L-Selenomethionin [Synonym: (S)-Selenomethionin] gemeint.
D-Selenomethionin [Synonym: (R)-Selenomethionin] ist das Enantiomer von L-Selenomethionin und kommt in der Natur nicht vor. 
| Enantiomere von Selenomethionin |                       |                     |
| Name                            | L-Selenomethionin     | D-Selenomethionin   |
| Andere Namen                    | (S)-Selenomethionin   | (R)-Selenomethionin |
| Strukturformel                  |                       |                     |
| CAS-Nummer                      | 3211-76-5             | 13091-98-0          |
| CAS-Nummer                      | 1464-42-2 (unspez.)   |                     |
| EG-Nummer                       | 608-705-0             | –                   |
| EG-Nummer                       | 215-977-0 (unspez.)   |                     |
| ECHA-Infocard                   | 100.123.183           | –                   |
| ECHA-Infocard                   | 100.014.525 (unspez.) |                     |
| PubChem                         | –                     | 5460538             |
| PubChem                         | 15103 (unspez.)       |                     |
| DrugBank                        | DB11142               | −                   |
| DrugBank                        | − (unspez.)           |                     |
| Wikidata                        | Q27096144             | Q27110364           |
| Wikidata                        | Q415925 (unspez.)     |                     |

## Eigenschaften

Zwitterionen von L-Selenomethionin (links) bzw. D-Selenomethionin (rechts)

Selenomethionin liegt überwiegend als „inneres Salz“ bzw. Zwitterion vor, dessen Bildung dadurch zu erklären ist, dass das Proton der Carboxygruppe zum einsamen Elektronenpaar des Stickstoffatoms der Aminogruppe wandert:
Im elektrischen Feld wandert das Zwitterion nicht, da es als Ganzes ungeladen ist. Genaugenommen ist dies am isoelektrischen Punkt (bei einem bestimmten pH-Wert) der Fall, bei dem das Selenomethionin auch seine geringste Löslichkeit in Wasser besitzt.
Selenomethionin zählt nicht zu den essentiellen Aminosäuren.

## Synthese
Zur Synthese von racemischem Selenomethionin geht man aus von α-Brom-γ-butyrolacton. Man substituiert das Halogen gegen eine Aminogruppe durch Umsetzung mit Ammoniak. Der entstehende  Bromwasserstoff wird mit Bariumhydroxid neutralisiert. Beim Ansäuern mit Schwefelsäure entsteht das Hydrobromid von α-Amino-γ-butyrolacton. Dessen Ringöffnung mit Kaliumacetat und Ethanol liefert ein Diketopiperazin, das zugleich ein Diol mit zwei primären Hydroxygruppen ist. Die nucleophile Substitution mit Kaliummethylselenid und anschließende saure Aufarbeitung liefert dann (RS)-Selenomethionin.

## Verwendung
L-Selenomethionin wird in der Röntgenstrukturanalyse von Proteinen verwendet. Hierbei wird während der rekombinanten Proteinsynthese Selenomethionin statt Methionin in die Proteine eingebaut. Dies dient der Lösung des Phasenproblems (Patterson-Methode).
L-Selenomethionin wird auch zur Versorgung des Menschen mit dem Spurenelement Selen genutzt: Dazu wird diese Aminosäure an Hefen verfüttert, die Hefen wiederum werden zu pharmazeutischen Präparaten weiter prozessiert.

## Sonstiges
- Abkürzung: SeMet, Sem
- Restname: Selenomethionyl-
- Seitenkette: lipophil